# ماريو غارسيا مينوكال
ماريو غارسيا مينوكال (بالإسبانية: Mario García Menocal)‏ (و. 1866 – 1941 م) هو سياسي من كوبا.

## التعليم
تعلم في جامعة كورنيل.